# Жан де Бурбон-Суассон
Жан де Бурбон (фр. Jean de Bourbon; 16 июля 1528 — 10 августа 1557, под Сен-Кантеном) — граф де Суассон, Энгиен и Сен-Поль, герцог д'Эстутвиль, французский военный, участник Итальянских войн. Сын Шарля IV де Бурбона и Франсуазы Алансонской.

## Биография
После смерти отца (1537 год) и брата Франсуа (1546 год) унаследовал графства Суассон и Энгиен.
В 1552 году участвовал в обороне Меца.
14 июня 1557 года женился на двоюродной сестре Марии де Бурбон (1539—1601), графине де Сен-Поль и герцогине д’Эстутвиль, дочери Франсуа I де Бурбон-Сен-Поля и Адриены д’Эстутвиль.
Вскоре после свадьбы отправился вместе с армией коннетабля Монморанси на помощь осажденному Сен-Кантену, и 10 августа погиб в сражении при попытке французов перебросить в город подкрепления.
Согласно «Дневнику» Пьера де Л’Этуаля, Жан де Суассон был «истинным Бурбоном из сердца своей породы, ибо отвечая ударами шпаги тем, кто предлагал ему сдаться, он умер со словами: „Богу не угодно, чтобы обо мне говорили, будто я сдался такой сволочи!“»
Имел одного внебрачного сына, называвшегося Валанси, и погибшего в 1562 году под стенами Буржа во время осады города королевскими войсками.

## Литература

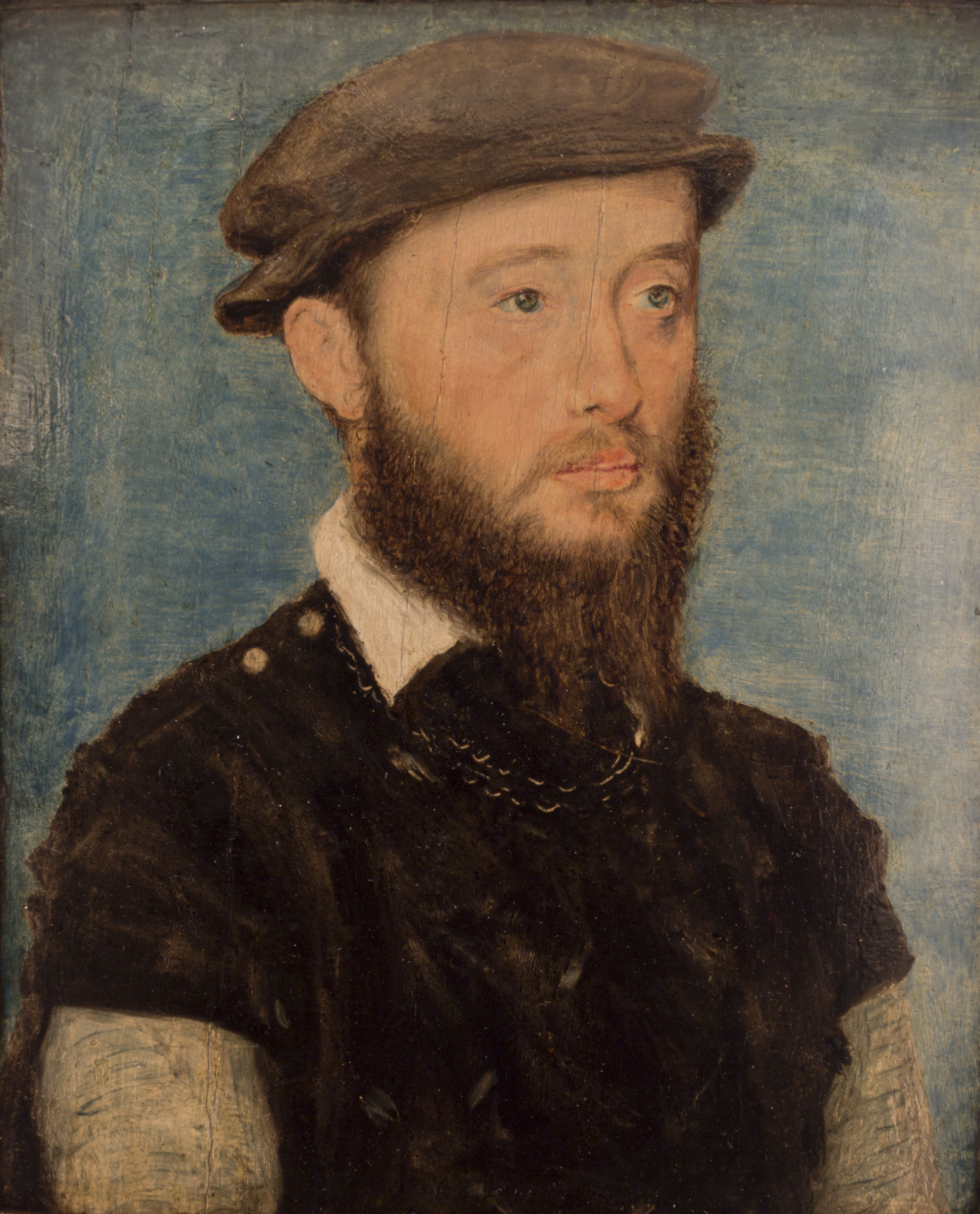